# M.R. Achrekar
M.R. Achrekar est un directeur artistique et un chef décorateur indien, né à Bombay (Inde) le 14 novembre 1905, mort en 1979.

## Filmographie partielle
- 1951 : Le Vagabond (Awaara) de Raj Kapoor
- 1952 : Mangala, fille des Indes (Aan) de Mehboob Khan
- 1954 : Le Petit Cireur (Boot Polish) de Prakash Arora
- 1955 : Mr. 420 (Shree 420) de Raj Kapoor
- 1957 : Le Voyage des trois mers (Pardesi) de Khwaja Ahmad Abbas et Vasili Pronin
- 1959 : Fleurs de papier (Kaagaz Ke Phool) de Guru Dutt